# 동래부 동하면 고문서
동래부 동하면 고문서(東萊府 東下面 古文書)은 부산광역시 남구 대연동, 부산시립박물관에 있는 고문서이다. 1993년 12월 31일 부산광역시의 유형문화재 제24호로 지정되었다.

## 개요
이 문서는 조선시대 동래부 동하면(지금의 부산시 해운대구) 일원의 지방자치 행정에 관련된 문서이다. 
전 30책으로 1910년 이전의 문서가 383면, 이후의 문서가 87면으로 합 470면이다. 이 고문서는 동하면 지역의 사회·문화적 배경을 소상히 알려줄 뿐만 아니라 조선 후기 지방행정의 구체적인 내용을 밝혀주는 매우 중요한 자료로 평가된다.

## 참고 자료
- 동래부 동하면 고문서 - 국가유산청 국가유산포털